# اکپالی
اکپالی (به انگلیسی: Achepalli) در هند است که در کارناتاکا واقع شده‌است.